# Garn och Eckene
Garn och Eckene är en av SCB avgränsad och namnsatt småort i Lilla Edets kommun i Västra Götalands län. Den omfattar bebyggelse i de två sammanväxta orterna i Tunge socken.